# Xyris jataiana
Xyris jataiana är en gräsväxtart som beskrevs av Robert Kral och Maria das Graças Lapa Wanderley. Xyris jataiana ingår i släktet Xyris och familjen Xyridaceae. Inga underarter finns listade i Catalogue of Life.